# Goes Classic
Goes Classic è un album in studio del compositore tedesco Klaus Schulze, pubblicato nel 1994. Contiene alcune rivisitazioni, arrangiate con strumenti elettronici e in parte improvvisate, di composizioni di musica classica.
Goes Classic venne ristampato in formato vinile con il titolo alternativo Midi Klassik.

## Tracce
Tutti i brani sono stati composti da autori vari ed eseguiti e arrangiati da Klaus Schulze.
1. Mein Vaterland Nr. 2 - Die Moldau / Vitava – 12:02 (Bedřich Smetana)
2. Rosamunde / Ballett-Musik, 9. Satz – 7:59 (Franz Schubert)
3. Der Freischütz: Overtüre / Overture – 10:29 (Carl Maria von Weber)
4. Lautenquintett / Quintet For Lute – 10:56 (Klaus Schulze)
5. Ungarischer Tanz Nr. 2 / Hungarian Dance No 2 – 9:07 (Johannes Brahms)
6. Norwegische Tänze Nr. 1,2,3 / Dances From Norway – 10:36 (Edvard Grieg)
7. Violinkonzert Op. 61, 1. Satz / Violin Concerto Op. 61, 1. Movement – 17:17 (Ludwig van Beethoven)

## Formazione
- Klaus Schulze - strumentazione elettronica
- Werner Eggert - programmazione (computer editing)